# معبد شلسانغسا

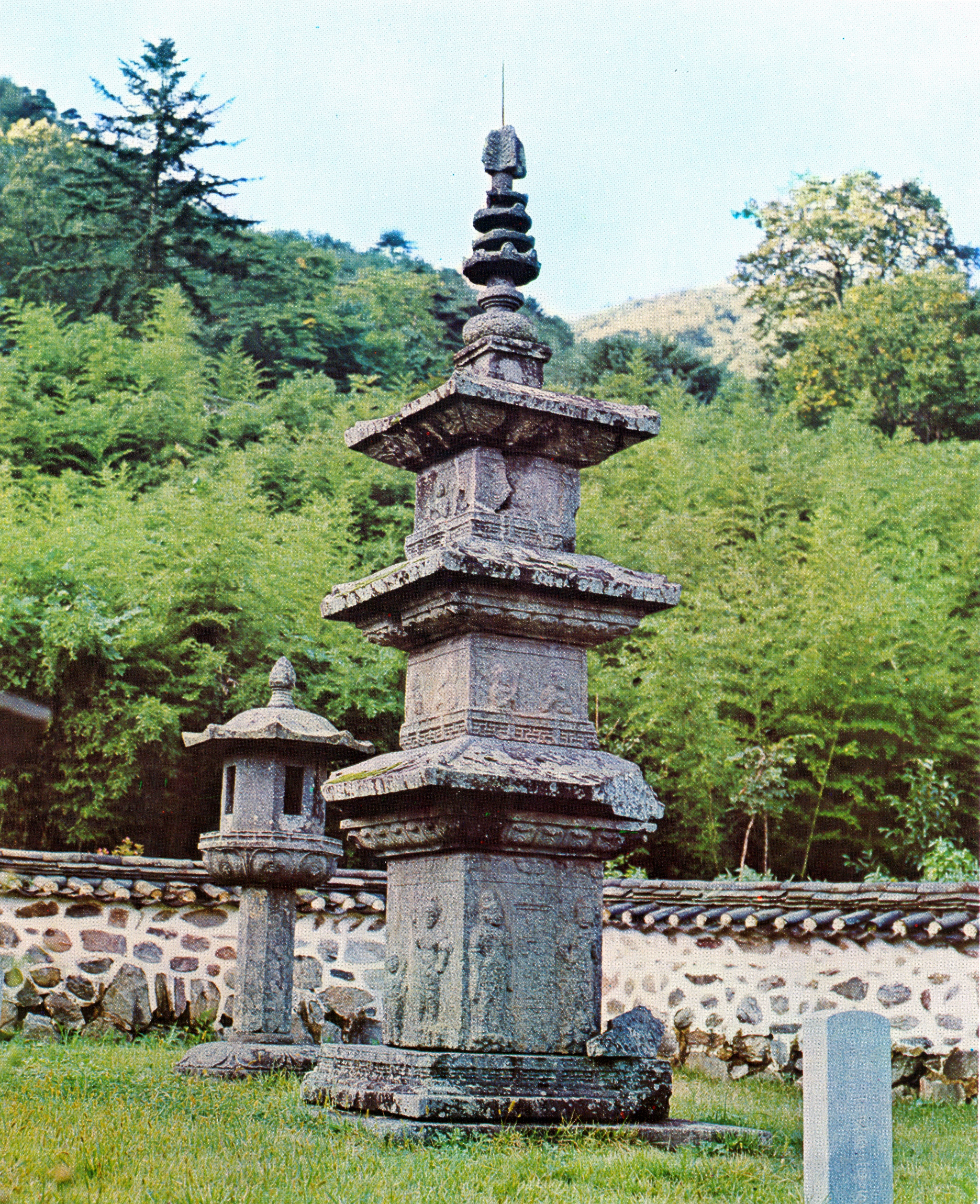
باغودا الطبقات الثلاث

معبد شلسانغ (بالهانغل: 실상사 / بالهانجا: 實相寺) هو معبد لطائفة جوغيو ويقع في ناموون في مقاطعة جولا الشمالية في كوريا الجنوبية. المعبد هو فرع لمعبد غمسان في إكسان. مع أن المعبد يتبع قانوناً لناموون إلا أنه قريب جداً من محافظة هاميانغ في مقاطعة غيونغسانغ الجنوبية.

## التاريخ
يتميز هذا المعبد عن غيره بكونه يقع في أرض منبسطة وليس على المناطق الجبلية كغيره من المعابد. يُعتقد أن المعبد بُني على يد الراهب الأكبر جُنغاك (هونغتشُك) في عهد الملك هنغدوك ملك شلا بعد عودته من سلالة تانغ الصين. أُسست مدرسة شلسانغ بناء على بوذية زين في هذا المعبد لأن الملك وولي عهده أخلصوا أنفسهم له. هذه المدرسة تعتبر أقدم المدارس ضمن مدارس الجبال التسعة.
انحدرت قيمة المعبد خلال فترة سلالة جوسون عندما تدمرت أبنية المعبد بسبب الحريق. أُغلق المبنى بعد هذه الحادثة مع أنه أعيد إصلاحه ثلاث مراتب خلال عهد الملك سكجونغ، والملك سنجو، والملك غوجونغ. مع ذلك فإن المعبد لم يعد لمجده السابق. تأثرت أجزاء من المعبد بسبب الحرب الكورية لأن العديد من القوات المحاربة مرت من هذه المنطقة ولكن أغلب الآثار الحضارية ظلت سليمة.

## الآثار
يضم المعبد باغودا تُعرف باسم باغودا الطبقات الثلاث وهي الكنز الوطني الكوري رقم 10. بالإضافة إلى ذلك فإن عشرة آثار من عهد شلا مسجلة أيضاً كآثار، وهذا الرقم هو أكبر عدد لآثار توجد في معبدٍ واحد. توجد بموقع المعبد تمثالٌ لبودا بطول 3 أمتارٍ وهو أكبر تمثال مصنوع من مادة الفولاذ في شبه جزيرة كوريا.

## وصلات خارجية
- الموقع الرسمي.